# Reyhan
Reyhan (23 de julio de 1986-25 de agosto de 2005) fue una cantante búlgara de raíces gitano-turcas. Ella cantaba en turco y solía hacerlo con Orkestar Kristal. Murió el 25 de agosto de 2005 en un accidente de tráfico. Tenía 19 años.

## Discografía

### Álbumes
Álbumes junto a Orchestra Kristal
- Biz ikimiz esmeris (2001)
- Reĭkhan i ork. Kristal (2002)

Álbum como solista
- Inan sevgilim (2003)

Álbum póstumo
- V pamet na Reĭkhan (2005)